# شركة الحلول للتمويل
شركة الحلول للتمويل ( REFCORP ) هي مؤسسة ترعاها الحكومة توفر الأموال لشركة تراست لإعادة الحلول ، التي تم تأسيسها لتمويل عمليات إنقاذ جمعيات الادخار والقروض في أعقاب أزمة الادخار والقروض في الثمانينيات في الولايات المتحدة. . تم تأسيسها من قبل كونغرس الولايات المتحدة في صيف عام 1989، كجزء من قانون إصلاح المؤسسات المالية وإنعاشها وإنفاذها لعام 1989 . تعتبر شركة الحلول للتمويل مؤسسة بموجب المادة 501(ج)(1) . اعتبارًا من يوليو 1997، بلغت ديون مؤسسة تمويل القرار 30 مليار دولار.
في 5 أغسطس 2011، أعلنت الوكالة الفيدرالية لتمويل الإسكان أن البنوك الفيدرالية لقروض الإسكان قد سددت جميع الفوائد على سندات مؤسسة تمويل القرار. طُلب من البنوك دفع 20 بالمائة من أرباحها (بعد الدفعات لبرنامج الإسكان الميسر ) مقابل مدفوعات سندات ريفكورب. سيتم الآن دفع هذه الأموال إلى حساب الأرباح المحتجزة المقيدة حتى يساوي حساب البنك واحد بالمائة من الالتزامات الموحدة المعلقة لذلك البنك.